# La llave de oro o las aventuras de Buratino
La llave de oro o las aventuras de Buratino (en ruso: Золото́й клю́чик, и́ли Приключе́ния Бурати́но) es un cuento de hadas del escritor soviético Alekséi Nikoláyevich Tolstói, que a su vez es una adaptación del cuento del escritor italiano Carlo Collodi, Las aventuras de Pinocho. Tolstói dedicó el libro a su cuarta y última esposa, Liudmila Krestinskaya.

## Historia
La creación de la historia comenzó en 1923, cuando Alexéi Tolstói, estando en el exilio, editó la traducción rusa del cuento de hadas del escritor italiano Carlo Collodi, Las aventuras de Pinocho (1883), realizada por Nina Petrovskaya. Un año después, este libro se publicó en Berlín, en la editorial Nakanune (cuando Tolstói ya había regresado a la URSS).
Esta traducción de Tolstói destaca de otras por la presencia en el texto de una serie de intentos de adaptar las realidades italianas a los lectores rusos en forma de modificaciones estilísticas (el texto contiene dichos, refranes, etc. rusos), y también hacerlo más fácil y claro a los niños soviéticos. Por ejemplo, el nombre original del padre, Gepetto, se cambió por el de Papa Carlo.
En octubre de 1933, Tolstói firmó un contrato con la editorial «Detgiz» para escribir su propia versión del libro de Pinocho (en coautoría con Nina Petrovskaya), pero en diciembre de 1934 sufrió un infarto de miocardio, por lo que se vio obligado a posponer el trabajo y no volvió a retomarlo hasta la primavera de 1935 (para ello tuvo que posponer el trabajo en otra de sus obras más conocidas la trilogía «Peregrinación por los caminos del dolor»).
Aunque inicialmente Tolstói había planeado simplemente realizar su propia traducción del original, quedó fascinado por la idea original y creó su propia historia, añadiendo la historia del hogar pintado sobre un lienzo antiguo y la llave dorada. Al final, se alejó bastante de la historia original porque estaba desactualizada para el período del realismo socialista y también porque el cuento de Collodi está lleno de máximas moralizantes y de advertencia. Por otro lado, quiso infundir a los personajes un espíritu más aventurero y divertido, por ejemplo Buratino es un chico que siempre ve el mundo de manera optimista. El libro de Tolstói tiene algunas líneas argumentales diferentes y nuevos personajes que no aparecen en el libro original de Collodi. Otro cambio importante es que la nariz de Buratino no crece cuando miente (ya que los niños soviéticos, no miente), al contrario de lo que ocurre con pinocho.
En 1936, Tolstói escribió la obra La llave de oro para el Teatro Infantil Central a petición de su fundadora Natalia Sats, y en 1939 escribió el guion de la película del mismo título, dirigida por Aleksandr Ptushko.
Hasta 1986, el cuento se publicó en la URSS 182 veces y se tradujo a 47 idiomas. La tirada total ascendió a 14 587 millones de ejemplares.

## Personajes

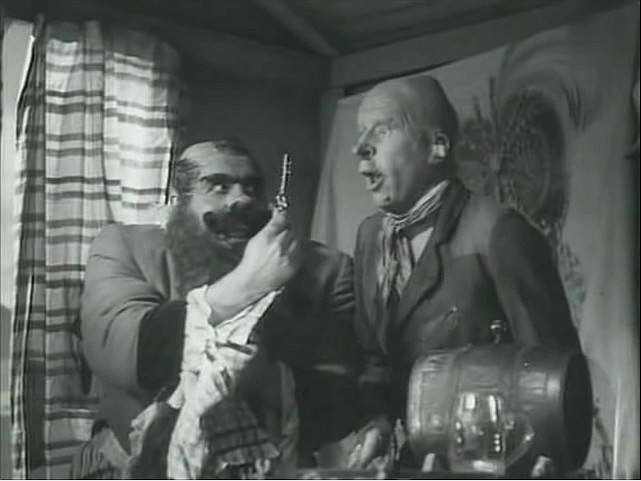
Los actores Alexander Shchagin (Karabas Barabas) y Serguéi Martinson (Duremar) en la película La llave de oro (1939)

- Buratino una marioneta de madera con una nariz larga.
- Papa Carlo (en ruso: Папа Карло) un organillero de escasos recursos, que creó a Buratino.
- Giuseppe (Джузеппе), apodado «Giuseppe Nariz Azul» por estar siempre borracho, es un carpintero y amigo de Carlo. Quería hacer una pata de mesa con el tronco parlante, pero se asustó y finalmente se lo regaló a Papá Carlo.
- Karabas Barabas (Карабас-Барабас) es un titiritero malvado. Es dueño de un teatro de marionetas con muchas marionetas, entre ellas Malvina, Pierrot y Arlequín.
- Malvina (Мальвина) una hermosa marioneta femenina con cabello azul.
- Artemon (Артемон) el leal caniche de Malvina.
- Pierrot (Пьеро) una marioneta triste y un poeta que está profundamente enamorado de Malvina.
- Arlequín (Арлекин) compañero de escena de Pierrot en el teatro de Karabas. Suele burlarse y golpear a Pierrot.
- Alice la zorra (Лиса Алиса) y Basilio el gato (Кот Базилио), dos estafadores.
- Tortilla la Tortuga (Черепаха Тортила) le da la Llave de Oro a Buratino que trae la felicidad, la misma llave que perdió Karabas.
- Duremar (Дуремар) socio de Karabas Barabas, quien se gana la vida atrapando sanguijuelas y por eso perturba el estanque de Tortilla.

## Adaptaciones

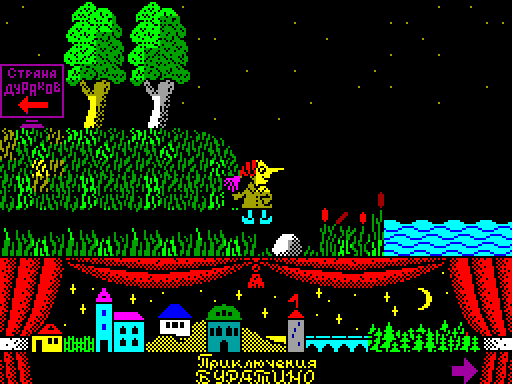
Videojuego «Las aventuras de Buratino» de 1993

- La llave de oro, película de 1939 que combina acción en vivo y animación en volumen.
- Las aventuras de Buratino, largometraje animado de 1959 de Soyuzmultfilm.[9]
- Las aventuras de Buratino, película musical de culto en dos partes en acción real de 1976.[10] En la película participaron un gran número de actores muy famosos de la época, desde Vladímir Básov y Rolán Bikov hasta Rina Zelionaya.[11]
- Buratino, hijo de Pinocho, película de 2009.
- Las aventuras de Buratino, videojuego que se lanzó en 1993, el primer juego de ordenador de aventuras gráficas estrenado en la Rusia postsoviética.[12][13][14]